# Шамардін Павло Зіновійович
Павло Зіновійович Шамардін (* 1 грудня (14 грудня) 1907 — 16 квітня 1976) — радянський військовик, Герой Радянського Союзу (1945), почесний громадянин м. Бєльці (1966)

## Життєпис
Народився 1 (14) грудня 1907 року в селі Колибелка (нині Лискинського району Воронезької області РФ) у селянській родині. Українець. Закінчив 10 класів школи. 
У 1929 році призваний на військову службу у військ ОДПУ СРСР. У 1933 році закінчив кавалерійську школу, в 1938 році – курси перепідготовки комскладу при Харківській прикордоншколі. У 1942 році прискорений курс Військової академії імені Фрунзе.
На фронтах німецько-радянської війни з вересня 1942 року. бригади  Воював на 2-му Українському і 1-му Білоруському фронтах, брав участь у визволенні Правобережної України, Молдови, Польщі, в Берлінській операції. 
Командир 33-ї гвардійської мотострілецької бригади (9-й танковий корпус, 2-а гвардійська танкова армія, 1-й Білоруський фронт) гвардії полковник П.З. Шамардін відзначився в ході Варшавсько-Познанської операції в січні 1945 року. Його бригада брала участь у звільнені міст Гостинін, Бидгощ, Влоцлавек, і при цьому нанесла великих втрат противнику у живій силі і техніці.
6 квітня 1945 року гвардії полковнику Шамардін Павлу Зіновійовичу присвоєно звання Героя Радянського Союзу з врученням ордена Леніна і медалі «Золота Зірка» (№ 6802).
Після війни продовжував службу в армії на командних посадах.
З 1955 року полковник П.З.Шамардін у відставці. Жив у Москві, пізніше у Кишиневі (Молдавська РСР). Помер 16 квітня 1976. Похований на Центральному кладовищі в Кишиневі.